# 闘姫伝承 ANGEL EYES
闘姫伝承 ANGEL EYES（とうきでんしょう エンジェル アイズ）は、テクモ（現在はコーエーテクモゲームス）が1996年にアーケードで発売した日本の対戦型格闘ゲーム。
家庭用は1997年12月11日PlayStationで発売、後に2008年11月22日にゲームアーカイブスで配信された。また、2022年10月20日にアーケードアーカイブスの1作品としてPlayStation 4版とNintendo Switch版が配信された。

## 概要
1996年6月6日に、テクモがアーケード向けに発売した2D対戦型格闘ゲームである。発売された当時はまさに2D対戦格闘全盛期だったのだが、『ストリートファイターZERO2』や『ザ・キング・オブ・ファイターズ』などの人気作が席巻していたこともあり、基板があまり出回らず、対戦人口も少なかった。強力な連続攻撃とハイスピードなゲーム性が特徴で、ほぼ全てのキャラクターに即死連続技がある。
プレイヤーキャラクターは全員女性（アーケード向けとしては、この構成は初の試みとなっている）であり、2Dのドット絵で描かれたアニメ調のキャラクターと3DCGでモデリングされたレンダリングキャラクターが入り乱れて闘う。
後に発売されたPlayStation版では、追加要素として多くの隠しキャラクターが追加された。
1997年1月にはブロッコリーよりドラマCDが発売されている。
本作品は、同時期に作られた『デッド オア アライブ』に会社が力を注いだため、様々な点でフォローが得られなかった。PlayStationへの移植企画が実現したことは奇跡に近く、移植スタッフの能力が高かったことは更なる幸運であった。その辺りの出来事は、後に開発スタッフによって作られた同人誌「ANGEL EYES (period.)」に詳しい。
ネームレジストで「AAA」と3文字入れると「●＿●」に変わる（●はアルファベットがランダムで決まるが、例えばA＿D、G＿Wなど）。

## ストーリー
空の遥か彼方にある天空には天使たちが住んでいた。8人のうち1人の優れた者だけが大天使になれることとなった天使たちは、その1人を戦って決めることにした。実体を持たなかったため、天使同士で争うことはできなかった。そこで彼女たちは考えた末、自分と同調できる人間を選び、その体を借りて戦うことになった。地上の者に乗り移り、大天使の座をかけて戦うのである。
PlayStation版のストーリーモードでは、天使の一人「えんじぇるちゃん」が乗り移ったキャラクターのオリジナルストーリーが展開する。

## システム
- 十字レバーと小・大2つの威力のパンチ・キックボタンの4ボタンで操作する。
- レバー上でジャンプし、空中でさらにレバーを上に入れることで最大4段ジャンプが可能。
- ジャンプ中にキックの小・大ボタンを同時押しするとホーミングジャンプとなり、敵に対し高速で突っ込んでいく。
- コンボはヒット数が増えるほどダメージ補正がプラスに働いていく。そのため即死コンボが常態化した。

## 登場キャラクター
キャラクターの多くは「聖・テーカン学園」および「聖・テーカン学園中等部」の生徒や教師という設定である。テーカンはテクモの旧社名。声優はPS版のみ。
RAIYA（ライヤ）
声 - 静木亜美
本名：御鎚 雷弥（みかずち らいや）。セント・テーカン学園に通う女子高生。ケンカ好きの問題児。雷をまとった技を使うことができる。スピードと連続技が特徴。レイカとはライバル関係。
REIKA（レイカ）
声 - 七瀬里緒
本名：麗華（れいふぁん）。セント・テーカン学園に通う女子高生。上品で真面目な性格のため、ライヤとぶつかり合うライバル。炎をつかった技を扱う。3Dキャラクターの一人。
CHIBIKO（ちび子）
声 - 静木亜美
本名：矢追 知美（やおい ともみ）。貧乏一家の次女。幼いころに母親を亡くし、母代りの姉を助けて健気にアルバイトに精を出す清貧少女。強力なダッシュと当たり判定の小さい体を武器に戦う。父親とケーキが好き。
MYSTERIOUS POWER（ミステリアスパワー）
声 - 七瀬里緒
本名：谷 フジ子（たに ふじこ）。地味なカジノのディーラーだが、グラマラスな謎の女に変身する。光線銃を武器とし、トリッキーな必殺技が多い。
KIRIKO（キリコ）
声 - 藤咲かおり
本名：霞 霧湖（かすみ きりこ）。抜け忍で、富豪の家に匿われメイドとして働いている。スピードが早く、2本のクナイを使った強力な攻撃が持ち味。3Dキャラクターの一人。
HIGHWAY STAR（ハイウェイスター）
声 - 柏平佳代
本名：星 道子（ほし みちこ）。セント・テーカン学園の教師だが、バイクに乗るとスピード狂へと変貌する。長いリーチとオーソドックスな技をもつ。
LINA（リナ）
声 - 柏平佳代
本名：不詳。事件により死の重傷を負ったが、国家の力でサイボーグとなって蘇った某国のスナイパー。防御力が高くリーチは長いのだが、動きが遅く有効な連続技が無い。3Dキャラクターの一人。
MARIE & KING（マリー＆キング）
声 - 藤咲かおり（マリー）、内野一（キング）
本名：有栖川 マリー（ありすがわ マリー）＆キングゴルゴニア三世。天使は熊の人形「キング」に宿っている。強力な投げ技と変則的な動きが特徴。お嬢様で同級生のちび子をいじめてばかりいるが根は真面目な性格。
ANGEL（大天使）
声 - 藤咲かおり
最終ボス。3Dキャラクターの一人にして、CPU専用キャラクター。

## 隠しキャラクター（PS版のみ）
各ストーリーに登場する。メインキャラクターのパワーアップ版やパワーダウン版もあれば、完全な別人も存在する。それぞれ元のキャラクターを使用してストーリーモードをクリアするとVSモードで使用可能になる。
B・ライヤ（ブラック・ライヤ）
声 - 静木亜美
ライヤ編の最終ボス。堕天使がライヤの破壊衝動を利用して実体化した存在。名前通り服の黒いライヤの姿をしている。ライヤたちを倒して「大天使」となり、自らを追放した天界に復讐しようとしている。戦闘BGMはルートヴィヒ・ヴァン・ベートーヴェンの交響曲第9番。
レイカ（2D）
2D版のレイカ。恋をしたことにより、3D（硬質）化できなくなった。アーケードモードでも使用可能。
ロボチビコ
声 - 静木亜美
ちび子編の最終ボス。ちび子の父親が作ったロボットで、耳以外ちび子に瓜二つ。プログラムを間違えたのか、周囲に迷惑をかけ、結果的にちび子本人が濡れ衣を着せられてしまう。
ハイパーミステリアスパワー
ミステリアスパワーのパワーアップ版。ミステリアスパワーが間違った成長をしてしまった存在でもある。
アカネ
声 - 沖静香
キリコ編の最終ボス。キリコの双子の姉。本名：霞 茜（かすみ あかね）。キリコと同じく忍者で、抜け忍となったキリコを追ってきた。武器であるクナイは1本のみで、炎をつかった攻撃が得意。
重傷ハイウェイスター
ハイウェイスターのパワーダウン版。その名の通り包帯だらけで、技の性能は落ちている。
リナ2
声 - 柏平佳代
リナ編の最終ボス。リナに似たロボットで、リナの追っ手でもある。最終決戦では右手をドリルに変形できるように改造した。
マリー＆パンダ
マリー＆キング編に登場。ある出来事が原因でキングとケンカしたマリーが、キングの替わりに用意したパンダの人形型のメカを持った姿。攻撃方法も実にメカらしい。
以下はストーリーに登場しない純粋な隠しキャラクター。
キリコ（2D）
2D版のキリコ。キリコでアーケードモードをクリアするとアーケードモードとVSモードで使用可能。
リナ（2D）
2D版のリナ。リナでアーケードモードをクリアするとアーケードモードとVSモードで使用可能。
貧乏ちび子
ストーリーモードのデモに登場する普段着姿のちび子。上記の隠しキャラクターを全員使用可能にするとVSモードで使用可能。

### その他キャラクター（PS版）
えんじぇるちゃん
声 - 小池かの子
ちび子の父
声 - 内野一
ちび子の姉
声 - 沖静香

## 移植版
| No. | タイトル            | 発売日         | 対応機種                                                 | 開発元 | 発売元     | メディア                                | 備考                                        |
| --- | ------------------- | -------------- | -------------------------------------------------------- | ------ | ---------- | --------------------------------------- | ------------------------------------------- |
| 1   | 闘姫伝承 ANGEL EYES | 1997年12月11日 | PlayStation                                              | テクモ | テクモ     | CD-ROM                                  | -                                           |
| 2   | 闘姫伝承 ANGEL EYES | 2008年11月22日 | PlayStation 3 PlayStation Portable (PlayStation Network) | テクモ | テクモ     | ダウンロード （ゲームアーカイブス）     | PlayStation版の移植                         |
| 3   | 闘姫伝承 ANGEL EYES | 2022年10月20日 | PlayStation 4 Nintendo Switch                            | テクモ | ハムスター | ダウンロード （アーケードアーカイブス） | アーケード版の移植 プラクティスモードを搭載 |

## 主題歌
- PS版EDテーマ「もう一度飛ぼうよ」
  - 作詞：塩練訓 / 作曲：関和則
  - 歌：Angel Fighters / コーラス：有栖川区の人々

## ドラマCD
闘姫伝承 ANGEL EYES ドラマ・アルバム
（1997年1月発売、ブロッコリー）
- 収録内容

1. opening「闘・姫・伝・承 〜光の天使〜」
2. 第1話『一触即発』
3. 第2話『二者択一』
4. 第3話『三位一体』
5. 第4話『四面楚歌』
6. 第5話『五里霧中』
7. ending「Satisphee」
8. ライヤとレイカのドキドキANGELNIGHT
9. 主題歌「RED & BLUE LEGEND」歌：ライヤ・レイカ with エンジェルズ

- CAST
  - ナレーター - 山崎優
  - ライヤ＆チビ子 - 静木亜美
  - レイカ＆ミステリアスパワー - 七瀬里緒
  - マリー＆キング＆キリコ - 藤咲かおり
  - ハイウェイスター＆リナ - 柏平佳代
  - 悪魔モロッコ - 滝浪倫邦
  - 部下A - 蓮透